# N'Jo Lea
N'Jo Lea (Conakri, África Occidental Francesa, 1 de enero de 1952-Conakri, Guinea, 11 de abril de 2004) fue un futbolista de Guinea que jugó en la posición de delantero.

## Carrera

### Club
Jugó toda su carrera con el Hafia FC de 1970 a 1981, con el que fue campeón de liga en nueve ocasiones y ganó tres veces la Copa Africana de Clubes Campeones.

### Selección nacional
Jugó para Guinea en 31 ocasiones de 1970 a 1981 y anotó 22 goles; participó en la Copa Africana de Naciones 1976 en la que fue el goleador del torneo.

## Muerte
Lea falleció el 11 de noviembre de 2004 en Conakri de un ataque cardíaco.

## Logros

### Club
- Campeonato Nacional de Guinea (9): 1971, 1972, 1973, 1974, 1975, 1976, 1977, 1978, 1979
- Copa Africana de Clubes Campeones (3): 1972, 1975, 1977

### Individual
- Goleador de la Copa Africana de Naciones 1976.